# 宝とも子

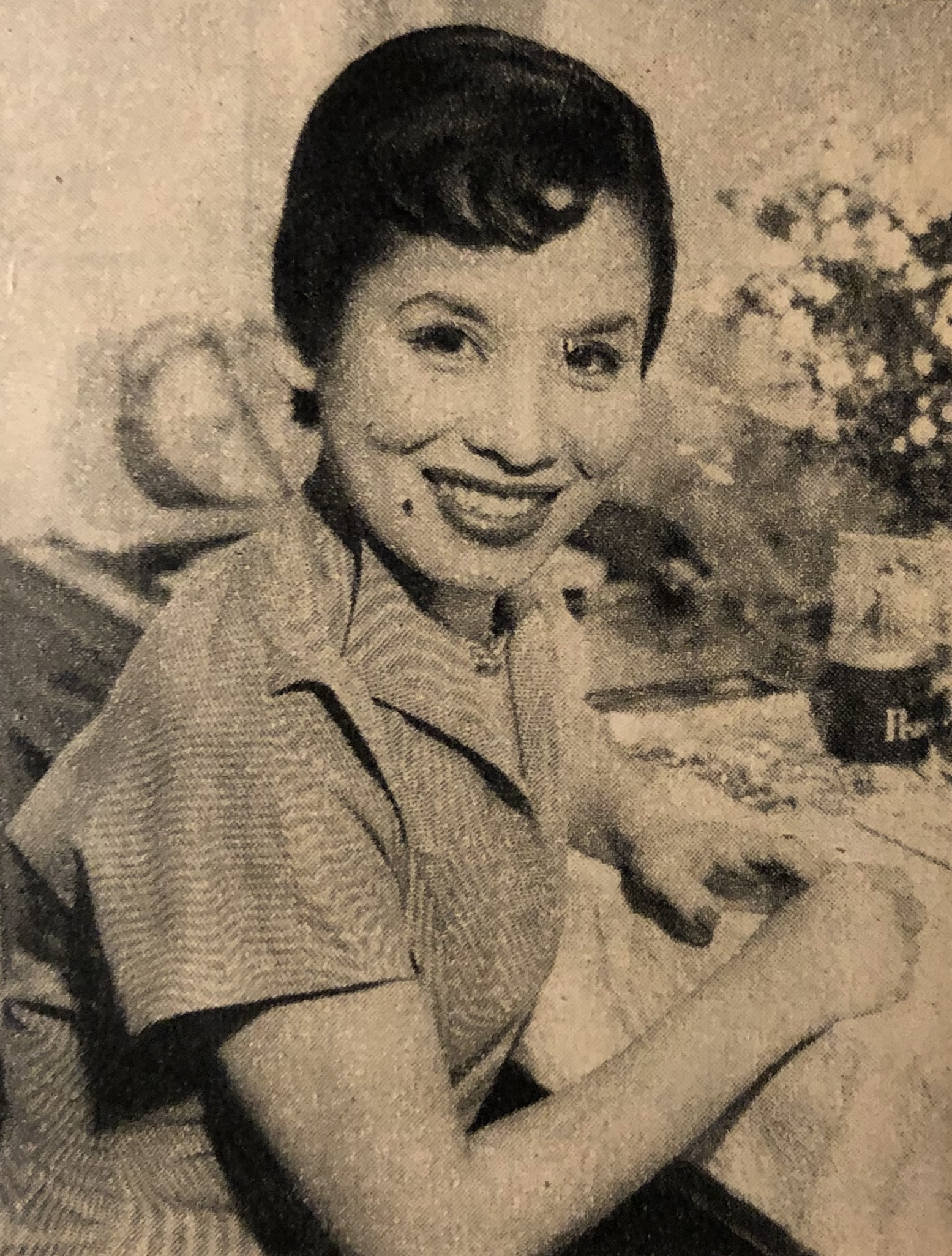
宝とも子（1954年）

宝 とも子（たから ともこ、本名：追風 八代子(おいがぜ　やえこ)、1921年9月23日 - 2001年8月2日）は、広島県福山市出身のラテン歌手。宝塚音楽歌劇学校卒業。宝塚時代の芸名は寶登茂子である。

## 略歴
1934年、13歳で宝塚少女歌劇団に入団。その後、声楽専科に所属。24期生。オルガ・カラスロワに師事してクラシックを学んだ。戦時中は宝塚慰問隊の一員としてハルビンを巡業した。月組スターとして活躍。
10年在籍後、1945年宝塚を退団。退団後はNHKラジオ大阪の歌謡歌手として関西を中心に活躍し『ラジオ歌謡』などに出演した他、『宝とも子アワー』などの番組を持った。東京キューバン・ボーイズのバンドマスター・見砂直照に認められ脚光を浴び、1954年2月、日本ビクターより「白樺の雨～星屑のタンゴ」でレコードデビュー。これを機に東京に進出し同年4月『セ・シ・ボン』を発表、「歌い方がセクシー過ぎる」と投書が相次ぎ発禁処分となったが、曲は大ヒットし一躍その名を轟かせた。
1955年からNHK紅白歌合戦にも4度出場、ラテンの女王と謳われた。
1958年、中南米に渡り修行を積みブラジルなどのテレビやクラブに出演。帰国後1965年、宝塚の同期生池真理子らと日本ラテン音楽協会を創設、代表としてラテン音楽の普及など多くの功績を残した。
1970年代半ばに金沢の北陸放送で「日本列島ここが真ん中」というお昼のラジオ番組のレギュラーゲストを務めた。月1、2回程度の出演で台本・原稿なしで金沢の街を3時間余り、街の人たちと喋りながら、たまに歌ったりして歩くというものだった。

## テレビ番組
- 一枚の写真（1989年、フジテレビ）

## ラジオ番組
- 日本列島ここが真ん中（1974年～1976年頃?、北陸放送）

## NHK紅白歌合戦出場歴
| 年度/放送回               | 曲目                     | 対戦相手       | 備考                                                         |
| ------------------------- | ------------------------ | -------------- | ------------------------------------------------------------ |
| 1955年（昭和30年）/第6回  | インディアン・ラブコール | 浜口庫之助     |                                                              |
| 1956年（昭和31年）/第7回  | セ・シ・ボン             | 高英男         |                                                              |
| 1959年（昭和34年）/第10回 | シェリト・リンド         | ダークダックス | 「ヴォーカル・トリオ」として出場、有明ユリ・藤崎世津子と共演 |
| 1960年（昭和35年）/第11回 | カチート                 | 笈田敏夫       |                                                              |